# Liste des exonymes de la France
 (août 2015).
Si vous disposez d'ouvrages ou d'articles de référence ou si vous connaissez des sites web de qualité traitant du thème abordé ici, merci de compléter l'article en donnant les références utiles à sa vérifiabilité et en les liant à la section « Notes et références ».
Le tableau présente la graphie/prononciation du mot France dans différentes langues, classé selon les principales familles linguistiques. S'il existe, le lien est précisé vers l'article wikipédia "France" dans la langue en question. Il est précisé s'il s'agit d'un exonyme ou non.
| Famille 1                          | Famille 2            | Famille 3                | Famille 4        | Langue            | Graphie d'origine                    | Lire/Prononcer      | Commentaire                   | Exonymie |
| ---------------------------------- | -------------------- | ------------------------ | ---------------- | ----------------- | ------------------------------------ | ------------------- | ----------------------------- | -------- |
| Langues indo-européennes           | Langues romanes      |                          |                  | Latin             | Gallia                               |                     |                               | Oui      |
| Langues indo-européennes           | Langues romanes      | Italo-roman              |                  | Italien           | Francia                              |                     |                               | Non      |
| Langues indo-européennes           | Langues romanes      | Italo-roman              |                  | Bolonais          | [Information douteuse]Frânza         |                     |                               | Non      |
| Langues indo-européennes           | Langues romanes      | Italo-roman              |                  | Corse             | Francia                              |                     |                               | Non      |
| Langues indo-européennes           | Langues romanes      | Ibéro-roman              |                  | Castillan         | Francia                              |                     |                               | Non      |
| Langues indo-européennes           | Langues romanes      | Ibéro-roman              |                  | Portugais         | França                               |                     |                               | Non      |
| Langues indo-européennes           | Langues romanes      | Gallo-roman              |                  | Français          | France                               |                     |                               | Non      |
| Langues indo-européennes           | Langues romanes      | Gallo-roman              |                  | Poitevin          | France                               |                     |                               | Non      |
| Langues indo-européennes           | Langues romanes      | Gallo-roman              |                  | Wallon            | France                               |                     |                               | Non      |
| Langues indo-européennes           | Langues romanes      | Gallo-roman              |                  | Créole haïtien    | Frans                                |                     |                               | Non      |
| Langues indo-européennes           | Langues romanes      | Gallo-roman              |                  | Bichelamar        | Franis                               |                     |                               | Non      |
| Langues indo-européennes           | Langues romanes      | Gallo-roman              |                  | Créole mauricien  | Lafrans[Information douteuse]        |                     |                               | Non      |
| Langues indo-européennes           | Langues romanes      | Gallo-roman              |                  | Provençal         | Franço                               |                     |                               | Non      |
| Langues indo-européennes           | Langues romanes      | Gallo-roman              |                  | Languedocien      | França                               |                     |                               | Non      |
| Langues indo-européennes           | Langues romanes      | Gallo-roman              |                  | Gallo             | Frauncz                              |                     |                               | Non      |
| Langues indo-européennes           | Langues romanes      | Gallo-roman              |                  | Catalan           | França                               |                     |                               | Non      |
| Langues indo-européennes           | Langues romanes      | Rhéto-roman              |                  | Romanche          | Frantscha                            |                     |                               | Non      |
| Langues indo-européennes           | Langues romanes      | Sarde                    |                  | Sarde             | Frantza                              |                     |                               | Non      |
| Langues indo-européennes           | Langues romanes      | Daco-roman               |                  | Roumain           | Franţa                               |                     |                               | Non      |
| Langues indo-européennes           | Langues romanes      | Daco-roman               |                  | Moldave           | Франца                               | Franţa              |                               | Non      |
| Langues indo-européennes           | Langues germaniques  | Germanique occidental    |                  | Anglais           | France                               |                     |                               | Non      |
| Langues indo-européennes           | Langues germaniques  | Germanique occidental    |                  | Néerlandais       | Frankrijk                            |                     |                               | Non      |
| Langues indo-européennes           | Langues germaniques  | Germanique occidental    |                  | Afrikaans         | Frankryk                             |                     |                               | Non      |
| Langues indo-européennes           | Langues germaniques  | Germanique occidental    |                  | Luxembourgeois    | Frankräich                           |                     |                               | Non      |
| Langues indo-européennes           | Langues germaniques  | Germanique occidental    |                  | Allemand          | Frankreich                           |                     |                               | Non      |
| Langues indo-européennes           | Langues germaniques  | Germanique occidental    |                  | Plattdüütsch      | Frankriek                            |                     |                               | Non      |
| Langues indo-européennes           | Langues germaniques  | Germanique occidental    |                  | Alsacien          | Frankrich                            |                     |                               | Non      |
| Langues indo-européennes           | Langues germaniques  | Germanique occidental    |                  | Yiddish           | פֿראַנקרײַך                             | frankriik           |                               | Non      |
| Langues indo-européennes           | Langues germaniques  | Nordique                 |                  | Islandais         | Frakkland                            |                     |                               | Non      |
| Langues indo-européennes           | Langues germaniques  | Nordique                 |                  | Danois            | Frankrig                             |                     |                               | Non      |
| Langues indo-européennes           | Langues germaniques  | Nordique                 |                  | Suédois           | Frankrike                            |                     |                               | Non      |
| Langues indo-européennes           | Langues germaniques  | Nordique                 |                  | Norvégien         | Frankrike                            |                     |                               | Non      |
| Langues indo-européennes           | Langues germaniques  | Nordique                 |                  | Féroïen           | Frakland                             |                     |                               | Non      |
| Langues indo-européennes           | Langues balto-slaves | Langues baltes           |                  | Lituanien         | Prancūzija                           | Prantsusije         |                               | Non      |
| Langues indo-européennes           | Langues balto-slaves | Langues baltes           |                  | Letton            | Francija                             |                     |                               | Non      |
| Langues indo-européennes           | Langues balto-slaves | Langues slaves           | Slave occidental | Polonais          | Francja                              |                     |                               | Non      |
| Langues indo-européennes           | Langues balto-slaves | Langues slaves           | Slave occidental | Cachoube          | Frańcëjô                             |                     |                               | Non      |
| Langues indo-européennes           | Langues balto-slaves | Langues slaves           | Slave occidental | Tchèque           | Francie                              |                     |                               | Non      |
| Langues indo-européennes           | Langues balto-slaves | Langues slaves           | Slave occidental | Slovaque          | Francúzko                            |                     |                               | Non      |
| Langues indo-européennes           | Langues balto-slaves | Langues slaves           | Slave oriental   | Ukrainien         | Францiя                              | frantsia            |                               | Non      |
| Langues indo-européennes           | Langues balto-slaves | Langues slaves           | Slave oriental   | Biélorusse        | Францыя                              | frantsya            |                               | Non      |
| Langues indo-européennes           | Langues balto-slaves | Langues slaves           | Slave oriental   | Russe             | Франция                              | frantsia            |                               | Non      |
| Langues indo-européennes           | Langues balto-slaves | Langues slaves           | Slave méridional | Bulgare           | Франция                              | frantsia            |                               | Non      |
| Langues indo-européennes           | Langues balto-slaves | Langues slaves           | Slave méridional | Macédonien        | Франција                             | frantsia            |                               | Non      |
| Langues indo-européennes           | Langues balto-slaves | Langues slaves           | Slave méridional | Serbe             | Француска                            | Frantsuska          |                               | Non      |
| Langues indo-européennes           | Langues balto-slaves | Langues slaves           | Slave méridional | Croate            | Francuska                            |                     |                               | Non      |
| Langues indo-européennes           | Langues balto-slaves | Langues slaves           | Slave méridional | Bosniaque         | Francuska                            |                     |                               | Non      |
| Langues indo-européennes           | Langues balto-slaves | Langues slaves           | Slave méridional | Slovène           | Fracnija                             |                     |                               | Non      |
| Langues indo-européennes           | Langues celtes       |                          |                  | Breton            | Bro C'Hall                           |                     | Bro = pays / Gall = français  | Oui      |
| Langues indo-européennes           | Langues celtes       |                          |                  | Cornique          | Pow Frynk                            |                     | Pow = pays                    | Non      |
| Langues indo-européennes           | Langues celtes       |                          |                  | Gallois           | Ffrainc                              |                     |                               | Non      |
| Langues indo-européennes           | Langues celtes       |                          |                  | Irlandais         | An Fhrainc                           |                     |                               | Non      |
| Langues indo-européennes           | Grec                 |                          |                  | Grec              | Γαλλία                               | Gallia              |                               | Oui      |
| Langues indo-européennes           | Arménien             |                          |                  | Arménien          | Ֆրանսիա                              | Fransia             |                               | Non      |
| Langues indo-européennes           | Albanais             |                          |                  | Albanais          | Francë                               |                     |                               | Non      |
| Langues indo-iraniennes            |                      |                          |                  | Farsi-persan      | فرانسه                               | frânseh             |                               | Non      |
| Langues indo-iraniennes            |                      |                          |                  | Ossète            | Франц                                | Franc               |                               | Non      |
| Langues indo-iraniennes            |                      |                          |                  | Romani            | Francúzo                             |                     |                               | Non      |
| Langues indo-iraniennes            |                      |                          |                  | Tadjik            | Фаронса / فرانسه ou Франсия / فرنسیه | Faronsa ou Fransija |                               | Non      |
| Langues indo-iraniennes            |                      |                          |                  | Hindi             | फ़्रांस                                  | Frāṁs               |                               | Non      |
| Langues indo-iraniennes            |                      |                          |                  | Bengali           | ফ্রান্স                                 | Frāns               |                               | Non      |
| Langues indo-iraniennes            |                      |                          |                  | Cinghalais        | ප්‍රංශය                                  | Prānshāyen          |                               | Non      |
| Langues indo-iraniennes            |                      |                          |                  | Népali            | फ़्रांस                                  | Phrāns              |                               | Non      |
| Basque                             |                      |                          |                  | Basque            | Frantzia                             |                     |                               | Non      |
| Langues ouraliennes                |                      | Langues ougriennes       |                  | Hongrois          | Franciaország                        |                     |                               | Non      |
| Langues ouraliennes                |                      | langues finno-permiennes |                  | Finnois           | Ranska                               |                     |                               | Non      |
| Langues ouraliennes                |                      | langues finno-permiennes |                  | Estonien          | Prantsusmaa                          |                     |                               | Non      |
| Langues ouraliennes                |                      | langues finno-permiennes |                  | Mari              | Франций                              | Frantsij            |                               | Non      |
| Langues ouraliennes                |                      | langues finno-permiennes |                  | Sami              | Fráŋkriikka                          |                     |                               | Non      |
| Langues Altaïques                  |                      | langues turques          |                  | Turc              | Fransa                               |                     |                               | Non      |
| Langues Altaïques                  |                      | langues turques          |                  | Azéri             | Fransa                               |                     |                               | Non      |
| Langues Altaïques                  |                      | langues turques          |                  | Mongol            | Франц                                | Frants              |                               | Non      |
| Langues caucasiennes               |                      |                          |                  | Géorgien          | საფრანგეთი                           | saprangeti          | safrangeti = pays des prangs. | Non      |
| Langues caucasiennes               |                      |                          |                  | Adyguéen          | Францие                              | Francie             |                               | Non      |
| Langues caucasiennes               |                      |                          |                  | Tchétchène        | Франци                               | Franci              |                               | Non      |
| Langues afro-asiatiques            |                      | langues sémitiques       |                  | Arabe             | فرنسا                                | faransia            |                               | Non      |
| Langues afro-asiatiques            |                      | langues sémitiques       |                  | Hébreu            | צרפת                                 | tsarfati            |                               | Non      |
| Langues afro-asiatiques            |                      | langues sémitiques       |                  | Maltais           | Franza                               |                     |                               | Non      |
| Langues afro-asiatiques            |                      | langues sémitiques       |                  | Amharique         | ፈረንሣይ                                | Fë·rën·sai          |                               | Non      |
| Langues afro-asiatiques            |                      | langues berbères         |                  | Kabyle            | Fransa                               |                     | r est roulé et "empâté"       | Non      |
| Langues sino-tibétaines            |                      |                          |                  | Chinois           | 法国                                 | fa3 guo2            |                               | Non      |
| Langues sino-tibétaines            |                      |                          |                  | Chinois           | 法國                                 | fa4 guo2            |                               | Non      |
| Langues sino-tibétaines            |                      |                          |                  | Tibétain          | ཧྥ་རན་སི།                              | །Farensi            |                               | Non      |
| Langues sino-tibétaines            |                      |                          |                  | Birman            | ပြင်သစ်နိုင်ငံ                              | pyinsaitninengan    |                               | Oui      |
| Autres langues d'Asie et d'Océanie |                      |                          |                  | Coréen            | 프랑스                               | Peuramseu           |                               | Non      |
| Autres langues d'Asie et d'Océanie |                      |                          |                  | Japonais          | フランス                             | Furansu             |                               | Non      |
| Autres langues d'Asie et d'Océanie |                      |                          |                  | Tamoul            | பிரான்ஸ் ( தேசம் )                         | Pirans (déésam)     |                               | Non      |
| Autres langues d'Asie et d'Océanie |                      |                          |                  | Thaï              | ประเทศฝรั่งเศส                         | Pratheṣ̄ f̄rạ̀ngṣ̄es̄    | MàM : Pays Français           | Non      |
| Autres langues d'Asie et d'Océanie |                      |                          |                  | Vietnamien        | Pháp                                 |                     |                               | Non      |
| Langues austronésiennes            |                      |                          |                  | Tahitien          | Farani                               |                     |                               | Non      |
| Langues austronésiennes            |                      |                          |                  | Maori             | Wīwī                                 |                     |                               | Oui      |
| Langues austronésiennes            |                      |                          |                  | Malgache          | Frantsa                              |                     |                               | Non      |
| Langues austronésiennes            |                      |                          |                  | Indonésien        | Perancis                             |                     |                               | Non      |
| Langues austronésiennes            |                      |                          |                  | Aceh              | Peurancih                            |                     |                               | Non      |
| Langues austronésiennes            |                      |                          |                  | Malais            | Perancis                             |                     |                               | Non      |
| Langues Niger-Congo                |                      |                          |                  | Swahili           | Ufaransa                             |                     |                               | Non      |
| Langues Niger-Congo                |                      |                          |                  | Shingazidja       | Ufarantsa                            |                     |                               | Non      |
| Langues Niger-Congo                |                      |                          |                  | Shimaoré          | Farantsa                             |                     |                               | Non      |
| Langues Niger-Congo                |                      |                          |                  | Kinyarwanda       | Ubufaransa                           |                     |                               | Non      |
| Langues Niger-Congo                |                      |                          |                  | Zoulou            | iFulansi                             |                     |                               | Non      |
| Langues Niger-Congo                |                      |                          |                  | Wolof             | Faraas                               |                     |                               | Non      |
| Langues Niger-Congo                |                      |                          |                  | Sesotho           | Fora                                 |                     |                               | Non      |
| langue amérindienne                |                      |                          |                  | Guarani           | Hyãsia                               |                     |                               | Non      |
| langue amérindienne                |                      |                          |                  | Quechua           | Ransiya                              |                     |                               | Non      |
| langue amérindienne                |                      |                          |                  | Aymara            | Phransiya                            |                     |                               | Non      |
| Langues construites                |                      |                          |                  | Espéranto         | Francio                              |                     | (anc. Francujo)               | Non      |
| Langues construites                |                      |                          |                  | Volapük           | Fransän ou Flentän                   |                     |                               | Non      |
| Langues construites                |                      |                          |                  | Kotava            | France                               |                     |                               | Non      |
| Langues construites                |                      |                          |                  | toki pona         | ma Kanse                             |                     |                               | Non      |
| Langues construites                |                      |                          |                  | Tatsique/Narodien | Vlax                                 |                     |                               | Oui      |
| Langues construites                |                      |                          |                  | Klingon           | vIraS                                |                     |                               | Oui      |